# Canzoni per anni spietati
Canzoni per anni spietati è l'undicesimo album in studio del gruppo musicale italiano Negrita, pubblicato il 28 marzo 2025 dall'etichetta discografica Universal.

## Descrizione
Lavoro che si può identificare come concept album, contiene 9 tracce tra cui Song To Dylan, un brano ispirato a Bob Dylan e la cover di Viva l'Italia di Francesco De Gregori.
Distribuito su CD e LP in una versione standard e un'altra in edizione limitata e autografata.

## Tracce
1. Nel blu (Lettera ai padroni della Terra) – 5:09
2. Noi siamo gli altri – 6:02
3. Ama o lascia stare – 3:32
4. Song to Dylan – 3:10
5. Non esistono innocenti amico mio – 3:09
6. Buona fortuna – 3:25
7. Dov'è che abbiamo sbagliato – 3:41
8. Viva l'Italia – 3:28 (Francesco de Gregori)
9. Non si può fermare – 3:52

## Formazione
- Paolo "Pau" Bruni – voce, chitarra
- Enrico "Drigo" Salvi – chitarra, cori
- Cesare "Mac" Petricich – chitarra

## Classifiche
| Classifica (2025) | Posizione massima |
| ----------------- | ----------------- |
| Italia            | 9                 |